# Universidad Estatal de Haití
La Universidad Estatal de Haití (UEH) (en francés: Université d'État d'Haïti; y en criollo haitiano: Inivèsite Letad d Ayiti) es la universidad pública estatal de Haití, ubicada en Puerto Príncipe. Es la mayor institución de educación superior e investigación en el país. En Puerto Príncipe alberga la sede y 11 unidades de enseñanza e investigación. Cabo Haitiano alberga la única facultad de la provincia, mientras que otras seis ciudades tienen una escuela de derecho.

## Historia
La primera institución pública de educación superior es quizás la Facultad de Derecho, abierta por Elie Dubois en abril de 1860. Inicialmente, la escuela se encontraba en un edificio en el lugar de la Dirección General de Impuestos, cerca de los Ministerios y el Palacio Nacional. Los primeros maestros de esta institución eran abogados formados en Francia. 
Se informó de la existencia de una Real Academia en el reino de Henri Christophe. Fundada en 1815 que incluía una Facultad de Medicina, Cirugía y Farmacia y la Escuela de Artes y Oficios y la Escuela de Agricultura. Con Jean-Pierre Boyer había tratado de establecer una Academia Nacional de Haití que tuvo una existencia efímera. 
Posteriormente, se registraron en la segunda mitad del siglo XIX algunos esfuerzos privados, como la inclusión de la antigua Escuela de Derecho y Politécnica de Haití. Una orden de 31 de agosto de 1945 marcó el comienzo de la aproximación al concepto de la universidad como un administrador de entidades de educación superior. 
La otra institución fue la Facultad de educación superior de Haití de la ciencia que nació en 1902, primero como una escuela privada conocida entonces como Escuela de Ciencias Aplicadas. Esta se benefició del reconocimiento de utilidad pública en 1905. En 1906 se le concedió personalidad jurídica y el derecho a ser subvencionadapor el Estado. La escuela fue adscrita a la Dirección General de contrato de Obras Públicas en 1931, y el Departamento de Educación en 1941, también bajo contrato. En 1945, la Escuela de Ciencias Aplicadas fue afiliada por decreto presidencial a la Facultad de Ciencias de la Universidad de Haití, creada en 1944. El mismo año, el curso de la encuesta que se adjunta a la escuela y en 1942 se convirtió en una Escuela de Agrimensura y Escuela integrada de Ciencias Aplicadas. En septiembre de 1947, la Escuela de Ciencias Aplicadas se convierte en la Escuela Politécnica de Haití, que fue absorbida por la Facultad de Ciencias en 1961.
Después del movimiento estudiantil en 1960, el gobierno de Francois Duvalier ejerce mayor control sobre la universidad, cambiando el nombre de la Universidad Estatal de Haití. El nombre original fue restaurado en 1986.
En 1981 la universidad tenía 4.099 estudiantes, de los cuales el 26% lo eran de la Facultad de Derecho y Economía, el 25% en la escuela de medicina, 17% en la Facultad de Administración y Gestión, y el 11% en la Facultad de Ciencias. Sólo el 5% de los estudiantes en la Facultad de Agronomía y Ciencias Veterinarias. El mismo año, la universidad tenía 559 profesores, frente a 207 en 1967.
Parte del recinto de la universidad fue destruido en el terremoto de Haití de 2010. El Gobierno dominicano anunció en marzo de 2010 la construcción de una universidad en Haití que acogerá a unos diez mil estudiantes, según informó el presidente Leonel Fernández.
El 12 de enero de 2012 fue inaugurado el recinto universitario Henri Christophe, donado por el presidente de la República Dominicana Leonel Fernández Reyna a un costo de 50 millones de dólares junto con el presidente de Haití Michel Martelly.

## Facultades
- Escuela normal superior
- Facultad de Agronomía y Medicina Veterinaria
- Facultad de Humanidades
- Facultad de Ciencias
- Facultad de Derecho y Ciencias Económicas
- Facultad de Etnología
- Facultad de Lingüística Aplicada
- Facultad de Medicina y Farmacia
- Facultad de Odontología
- Instituto de Estudios Africanos y de Investigación
- Instituto Nacional de Administración, Gestión y Estudios Internacionales
- Centro Técnico de Planificación y Economía Aplicada
- Facultad de Derecho y Economía de Port-de-Paix
- Escuela de Derecho de Hinche
- Escuela de Derecho de Jacmel
- Facultad de Derecho y Economía de Los Cayos
- Facultad de Derecho y Economía de Fuerte Libertad
- Facultad de Derecho y Economía de Gonaïves
- Facultad de Derecho, Economía y Gestión de Cabo Haitiano

## Bibliotecas
- Biblioteca de la Facultad de Lingüística Aplicada
- Biblioteca de la Facultad de Ciencias
- Biblioteca de la Facultad de Medicina y Farmacia
- Biblioteca de la Facultad de Derecho y Economía
- Biblioteca de la Facultad de Agronomía y Medicina Veterinaria
- Biblioteca del Instituto Nacional de Administración, Gestión y Estudios Internacionales
- Biblioteca de la Escuela Normal Superior
- Biblioteca de la Facultad de Etnología
- Biblioteca de la Facultad de Humanidades
- Biblioteca de la Facultad de Odontología
- Biblioteca del Instituto de Estudios Africanos y de Investigación
- Biblioteca del Centro de Planificación y Técnicas de Economía Aplicada

La UEH cuenta con una red de bibliotecas virtuales, una biblioteca multidisciplinar y una segunda para los académicos especializados en Ciencias de la Salud en asociación con el Proyecto de Apoyo para el Fortalecimiento de Capacidades en Gestión de la Salud de Haití (PARC) y la Coalición.

## Administración
- Prof.- Rector  Fritz Deshomme
- Prof.-  Vicerretor de asuntos académicos    Jean Poincy
- Prof.-  Vicerretor de investigación   Jacques Blaise
- Prof.-  Secretario General     Jacques Blaisewilson Dorlus M.Sc.